# جون باتريك هارتيغان
جون باتريك هارتيغان (بالإنجليزية: John Patrick Hartigan)‏ هو محامي وقاضي أمريكي، ولد في 29 ديسمبر 1887 في بروفيدنس في الولايات المتحدة، وتوفي في 10 أغسطس 1968.